# 沃爾菲斯貝格
沃爾菲斯貝格是瑞士的城鎮，位於該國中西部，由伯恩州負責管轄，面積2.44平方公里，一半土地是森林，海拔高度670米，2011年人口193，人口密度每平方公里79人。

## 历史
最早的文献记载见于1332年，写作Wolfisperg，之后分别被称作Wulfisperg (1464年)、Wüllfflysperg (1479年)及Wulfysperg (1518年)。地名来自古高地德语的人名Vulfo 或Wolfi，加上表示山丘的后缀-berg，意为“沃尔夫山”。中世纪时属于布赫斯高管辖。